# Packard C
Packard C – samochód osobowy marki Packard produkowany w roku 1901. Montowano go w wersji nadwoziowej dos-a-dos (pasażerowie podróżowali siedząc plecami do siebie), w odmianach Single Seat Roadster, Dos-a-Dos Roadster, 4 Pass Surrey oraz Roadster.